# Ambroży (Protasow)
Ambroży, imię świeckie Aleksiej Protasow (ur. 1762 w Borowsku, zm. 1831 w Twerze) – rosyjski biskup prawosławny. 

## Życiorys
Był synem kapłana prawosławnego. Ukończył seminarium duchowne eparchii krutickiej z siedzibą w Monasterze Nikoło-Pierierwińskim. Następnie uzyskał dyplom wyższego seminarium działającego przy Ławrze Troicko-Siergijewskiej i przez pewien czas był w nim wykładowcą niższych lat. W 1790 został wykładowcą klasy retoryki w Moskiewskiej Akademii Duchownej. W 1794 złożył wieczyste śluby mnisze i został wykładowcą filozofii, zaś po trzech latach – prefektem Akademii. W 1799 otrzymał godność archimandryty i został przeniesiony do Petersburskiej Akademii Duchownej na stanowisko jej rektora, które łączył z obowiązkami przełożonego Nadmorskiej Pustelni Trójcy Świętej i św. Sergiusza z Radoneża. Ambroży (Protasow) uczestniczył we wdrażaniu reformy wyższych szkół teologicznych, w ramach której seminarium duchowne przy Ławrze Aleksandra Newskiego zostało przekształcone w Akademię Duchowną. Za swój udział w reorganizacji uczelni został przełożonym Ławry Aleksandra Newskiego i Świętojezierskiego Wałdajskiego Monasteru Iwerskiej Ikony Matki Bożej. W 1802 został przeniesiony do monasteru św. Jerzego w Nowogrodzie, także jako jego przełożony, faktycznie stale pozostawał rektorem Petersburskiej Akademii Duchownej. 
10 stycznia 1804 w soborze Trójcy Świętej w kompleksie Ławry Aleksandra Newskiego został wyświęcony na biskupa tulskiego; głównym konsekratorem był metropolita petersburski Ambroży. W 1816 został przeniesiony na katedrę kazańska. W eparchii kazańskiej działał na rzecz wznowienia działalności przez Kazańską Akademię Duchowną, zniszczoną przez pożar przed jego przybyciem do Kazania, jednak w 1818 decyzją Świątobliwego Synodu Rządzącego szkoła ta została ponownie przekształcona w seminarium duchowne. Zainicjował działalność Towarzystwa Biblijnego w Kazaniu. W 1826 został przeniesiony na katedrę twerską. Zmarł pięć lat później w czasie epidemii cholery.